# Grading (Tumoren)
Die Bezeichnung Grading (englisch to grade ‚einteilen, in eine Rangfolge ordnen‘) wird im Zusammenhang mit der Beurteilung einer Tumorerkrankung benutzt, um den Differenzierungsgrad des Krebsgewebes anzugeben, d. h. das Ausmaß, in dem es von gesundem Geweben abweicht. Diese für Prognose und Therapie wichtige Information wird vom Pathologen geliefert, der eine Gewebsprobe (z. B. einer Biopsie) unter dem Mikroskop untersucht.

## Einteilung
Die UICC (Union Internationale Contre le Cancer) teilt Krebszellen in fünf Grade ein.
- G1: gut differenziertes Gewebe („low-grade“), hohe Übereinstimmung mit Ursprungsgewebe
- G2: mäßig differenziertes Tumorewebe
- G3: schlecht/niedrig differenziertes Tumorewebe.
- G4: nicht differenziertes Tumorgewebe (undifferenziert bzw. anaplastisch) („high-grade“). Der Tumor kann manchmal nicht mehr oder nur aufgrund immunhistochemischer Untersuchungen einem bestimmten Ausgangsgewebe zugeordnet werden.
- GX: Grad der Differenzierung ist nicht beurteilbar.[1]

Normalerweise zeigen hochdifferenzierte Tumoren (G1) einen wesentlich günstigeren Verlauf als anaplastisches Gewebe (G4). Wichtige Bestimmungsparameter sind hier z. B. Größe und Form der Zellkerne, die Teilungsaktivität der Zellen sowie die Ähnlichkeit mit dem Ursprungsgewebe. Allerdings wurden für die meisten Tumoren spezifische Kriterien erarbeitet.
Aus der Größe allein lässt sich die Aggressivität eines Tumors nicht ableiten, über die TNM-Klassifikation und das UICC-System erfolgt die erste Einstufung. Die endgültige Beurteilung ist von weiteren Faktoren wie der pathologischen Aufarbeitung und der Symptomatik des Betroffenen abhängig.